# Església de Sant Jaume (Lieja)
L'Església de Sant Jaume (en francès Église Saint-Jacques) és una església parròquial al barri de l'Illa a Lieja (Bèlgica). A l'origen era l'església d'un monestir benedictí. Tot i tenir una relíquia de Jaume el Major que el monjo Robert va portar de Compostel·la és dedicada a Jaume el Menor.

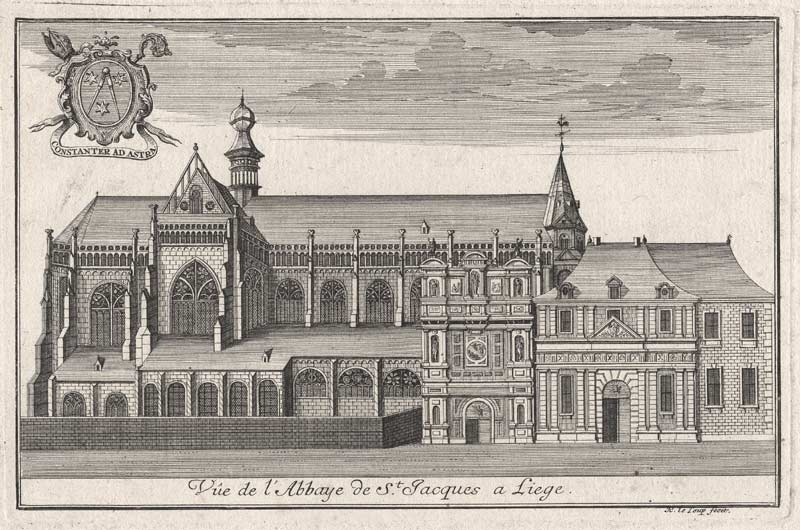
Façana septentrional el 1735

El príncep-bisbe Balderic II va fundar l'abadia el 1015. Entre 1514 i 1538, l'edifici romànic va ser reemplaçat per un de gòtic. De l'església romànica només es conserva la volada occidental i el campanar. Tant per l'arquitectura, els vitralls com pel mobiliari, es considera una de les meravelles de Valònia, llistat com patrimoni excepcional. Els vitralls del segle xvi s'han quasi tots conservats i es consideren dels més bells del país. El 1558 es va afegir una portalada en estil del Renaixement, dissenyat per Lambert Lombard (1505-1566) a la façana septentrional.
Després de la secularització el 1785 va esdevenir la huitena col·legiata de Lieja, fins a la dissolució del capítol durant l'ocupació francesa. L'edifici va ser salvat de l'enderroc in extremis. En aplicació del concordat del 1801 va tornar al culte catòlic com a església parròquial el 1802.
Al segle xix, Jean de Bethune (1821-1894), uns dels pares del moviment neogòtic de Bèlgica va dissenyar mobiliari, l'altar dedicat al sagrat cor i el reliquiari de Jaume el Major.

## Obres destacades
- Els vitralls realitzats entre 1525 i 1531
- L'orgue del 1600
- Les estàtues per Jean Del Cour
- La cripta romànica
- Els seients gòtics del cor, amb misericòrdies satíriques

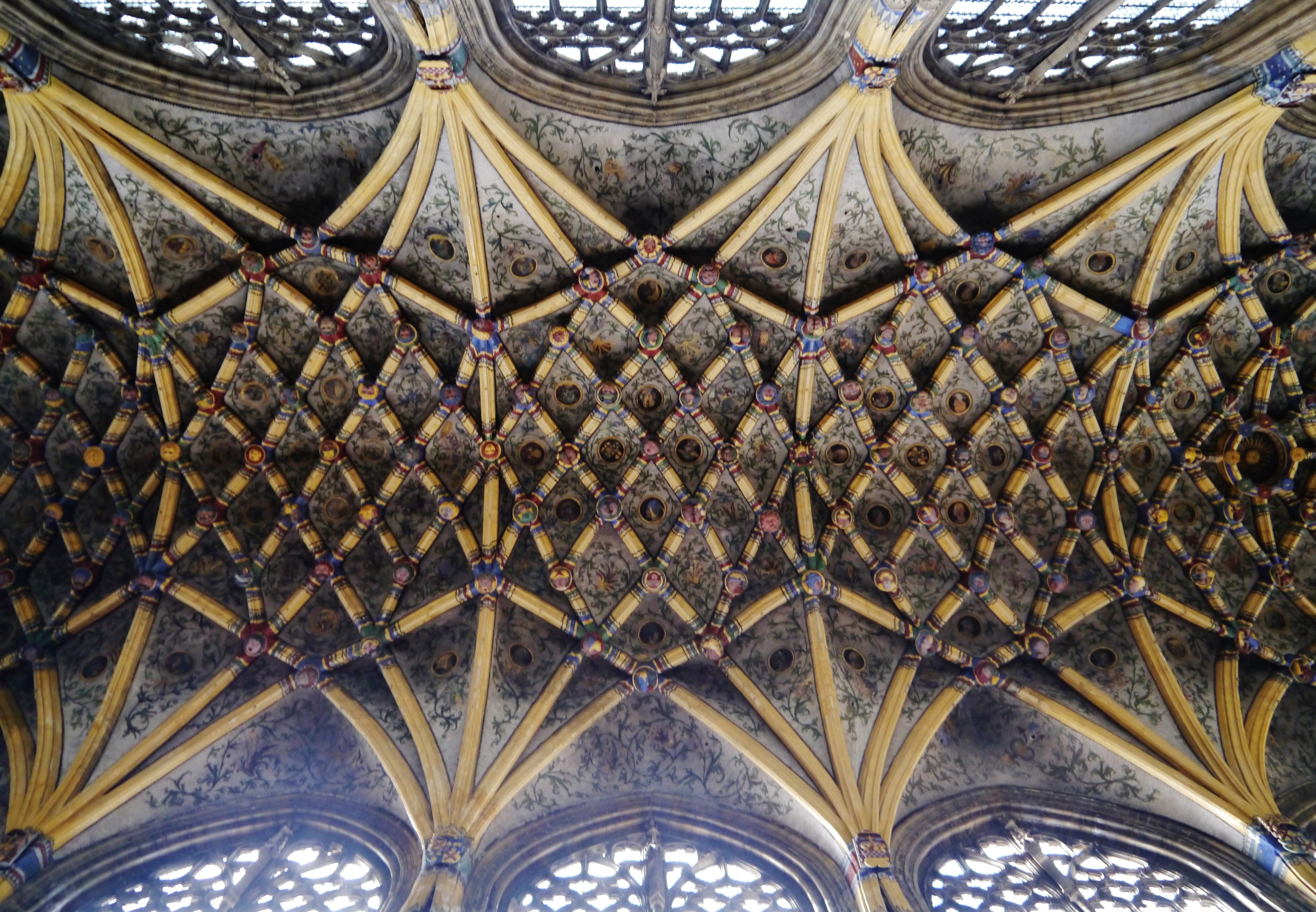
La volta gòtica
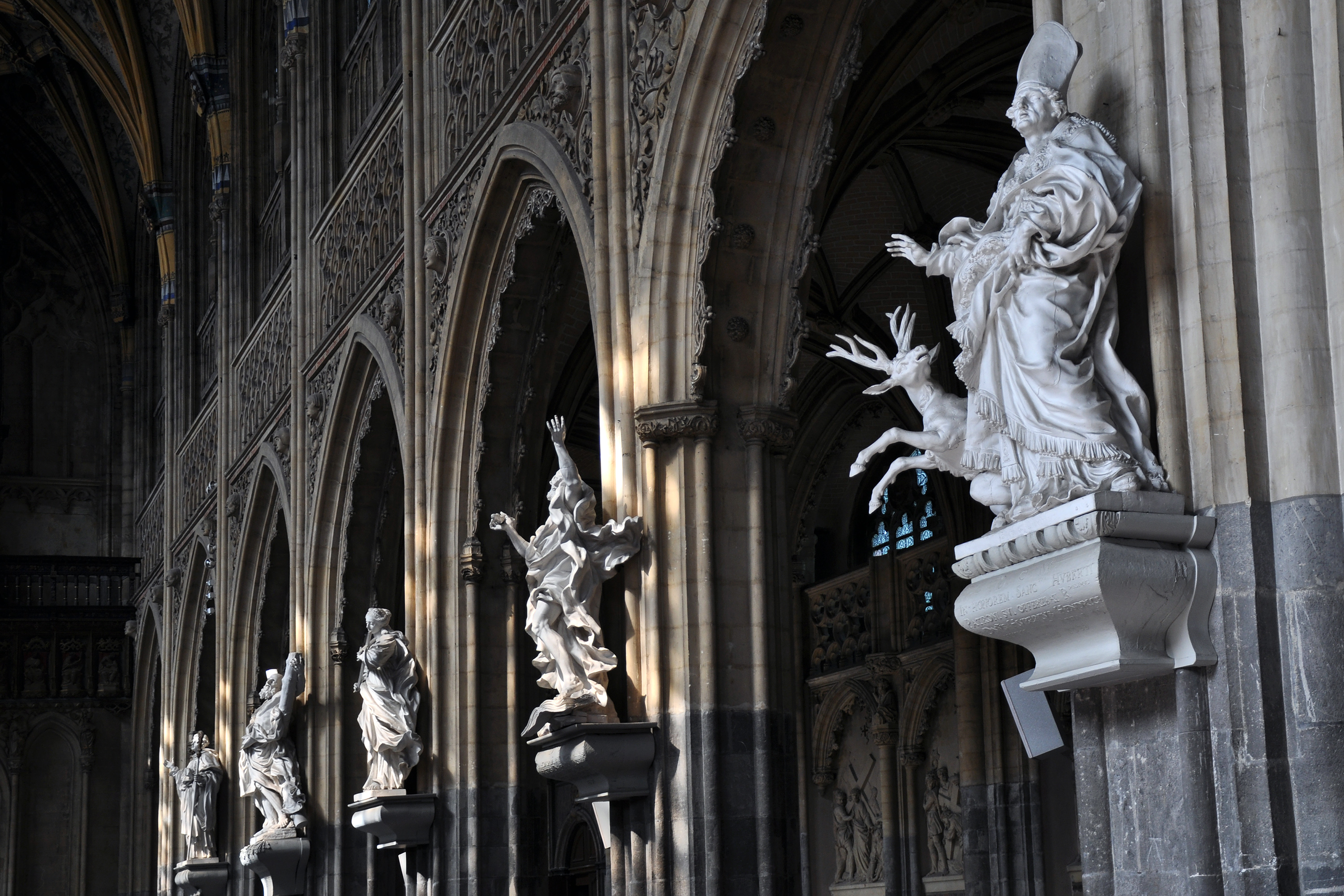
Estàtues per Jean Del Cour (til·la pintada de marbre)
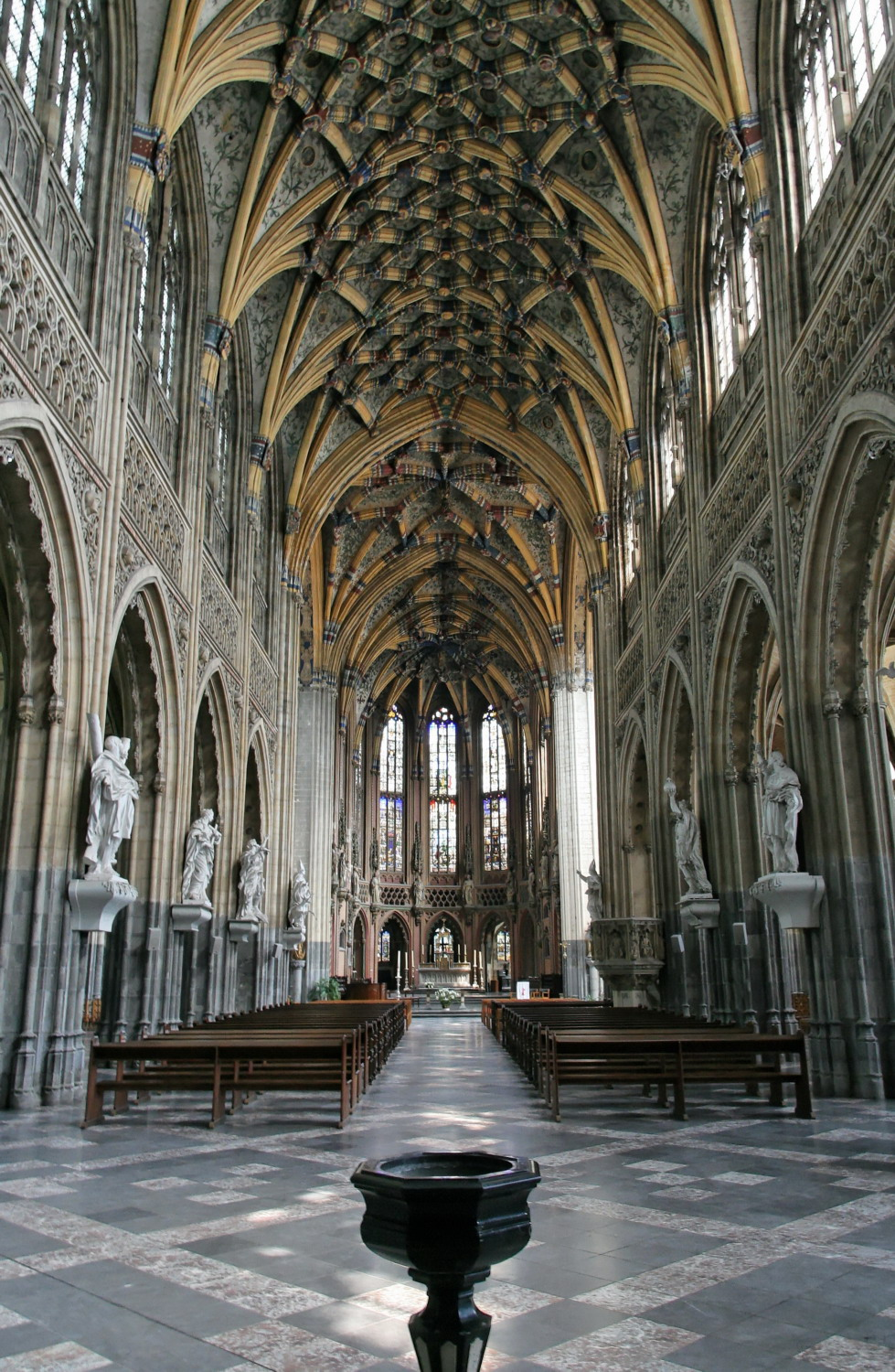
Nau principal
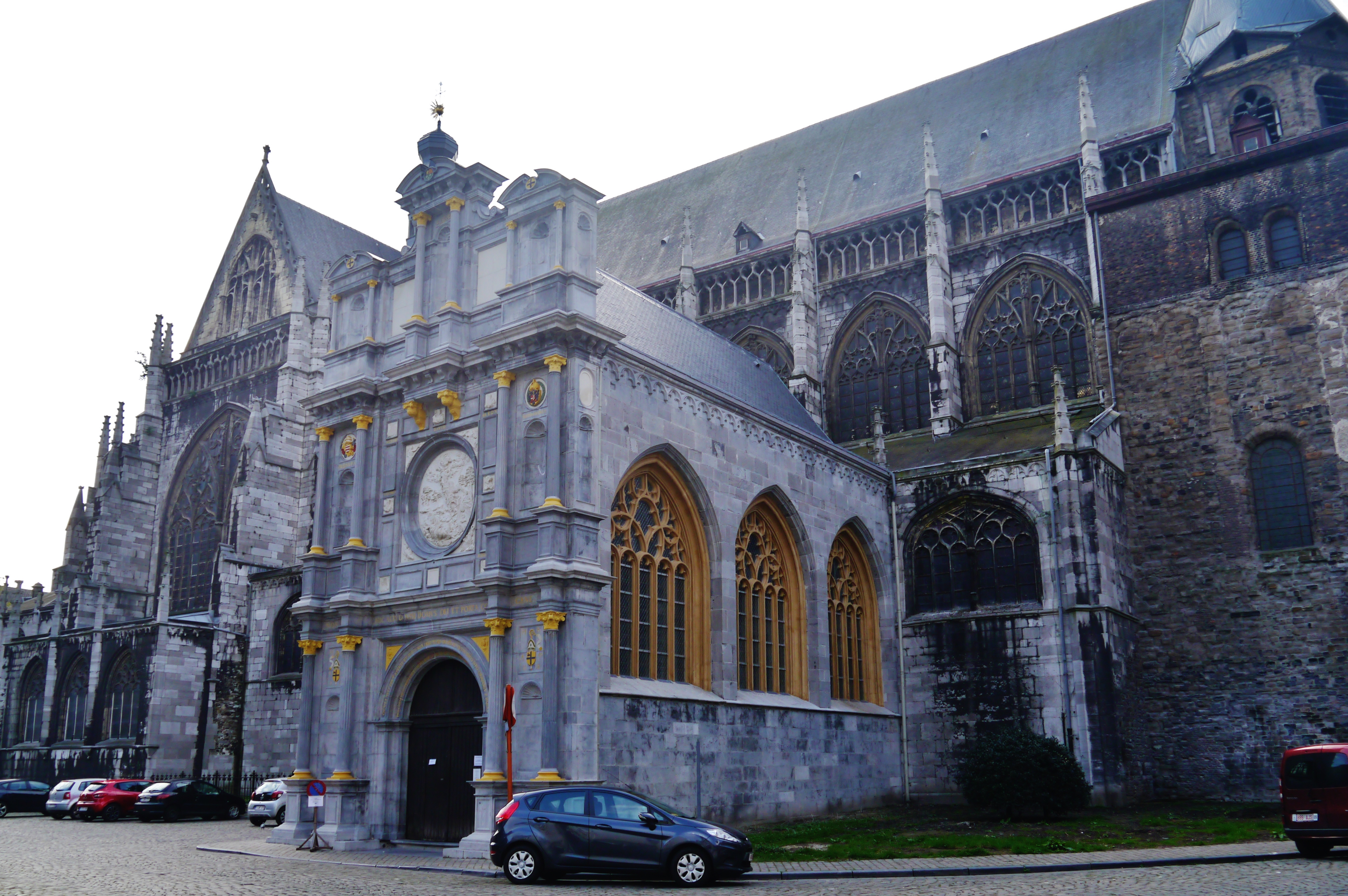
Portalada renaixement